# Pleotrichophorus achilleae
Pleotrichophorus achilleae är en insektsart. Pleotrichophorus achilleae ingår i släktet Pleotrichophorus och familjen långrörsbladlöss. Inga underarter finns listade i Catalogue of Life.